# Mílton Antônio dos Santos
Dom Mílton Antônio dos Santos, SDB (Campos do Jordão, 23 de setembro de 1946) é um religioso brasileiro, é arcebispo-emérito da Arquidiocese de Cuiabá.
Dom Mílton realizou seus estudos iniciais como noviço em 1964, em Pindamonhangaba. Estudou filosofia e letras com inglês entre 1965 e 1967, em Lorena, e, depois, teologia no Instituto Teológico Pio XI em São Paulo, de 1971 a 1974, tendo feito especialização na área na Pontifícia Universidade Salesiana em Roma.
Em 1965 ele começou sua vida religiosa. Ordenado em 1974, foi designado bispo da Diocese de Corumbá em 31 de maio de 2000, sendo ordenado em 20 de agosto do mesmo ano. Foi nomeado arcebispo coadjutor da Arquidiocese de Cuiabá em 4 de junho de 2003, assumindo em 9 de junho de 2004. Com a morte de Dom Franco Dalla Valle, bispo da Diocese de Juína, foi nomeado administrador apostólico daquela diocese, entre 2 de agosto de 2007 e 12 de novembro de 2008.